# FC Velké Meziříčí
Football Club Velké Meziříčí w skrócie FC Velké Meziříčí – czeski klub piłkarski, grający w czwartej lidze czeskiej, mający siedzibę w mieście Velké Meziříčí.

## Historia
Klub został założony w 1906 roku. Przez lata grał w niższych ligach Czechosłowacji. Po rozpadzie Czechosłowacji grywał głównie w czwartej. W sezonie 2014/2015 po raz pierwszy awansował do Moravskoslezskej fotbalovej ligi.

## Stadion
Domowe mecze klub rozgrywa na stadionie o nazwie Stadion U Tržiště, położonym w mieście Velké Meziříčí. Stadion może pomieścić 2500 widzów.